# Cosmos Laundromat
Cosmos Laundromat: First Cycle vyvíjen pod krycím názvem Project Gooseberry, je krátký animovaný absurdní sci-fi fantasy film. Režíroval jej Mathieu Auvray, scénář napsala Esther Woudová a producentem byl Ton Roosendaal. Je to pátý "open movie" Blender institutu vytvořen pomocí programu Blender. Film se zabývá depresivní ovcí se sebevražednými myšlenkami, Frankem, kterému Viktor, tajemný obchodní cestující, nabídne "všechny životy které si může přát". Film měl premiéru 10. srpna 2015 na YouTube. Tento krátký film byl původně zamýšlen k nastartování celovečernímu filmu, který však nebyl nikdy natočen.
Film byl spolu s dalšími „open movies“ Blender Foundation uveden pod licencí Creative Commons BY.

## Produkce
Film byl oznámen 10. ledna 2010 Tonem Roosendaalem. Kolem ledna 2014, začalo na filmu pracovat 13 animačních studií z celého světa. Cílem filmu bylo podle Roosendaala, zvýšit laťku Blender Institutu s myšlenkou na vytvoření celovečerního filmu za pomocí open-source softwaru, prozkoumání využití cloud služeb k open-source projektům a vytvoření nového business modelu pro Blender Foundation. V březnu 2014 byly odhaleny cíle projektu a concept art. V té době také začal crowdfundingová kampaň na podporu filmu. Díky crowdfundingu na podporu filmu, byla Blender Foundation schopna vylepšit existující funkce a přidat nové do programu Blender. Natáčení mělo zabrat 18 měsíců s 60-80 lidmi pracujícími na něm na plný úvazek.

## Děj
Film začíná scénou kde se ovce Frank pokusí oběsit z větvě stromu, která se ale pod jeho vahou zlomí. Zatím co Frank křičí z frustrace, zjistíme že se nachází na malém ostrově uprostřed moře. Potom, stále připoután k větvi, se Frank vydá směrem k útesu z úmyslem ukončit svůj život. Při tomhle druhém pokusu k němu zezadu přistoupí muž, který se představí jako Viktor. Viktor se snaží sebevraždu Frankovi rozmluvit a žádá si jen o minutu jeho času. Frank nakonec souhlasí a Viktor mu následně nasadí kolem krku zvláštní zařízení. Poté co ho spustí a vzdálí se od Franka začne hrát hudba a na nebi se objeví obrovský buben z pračky, který za pomocí barevného tornáda vtáhne Franka do sebe. Poté co se vzbudí zjistí, že se objevil v nádherné růžové džungli a stala se z něj housenka. Jak se od Franka vzdálí kamera zjistíme, že se nachází v jedné z praček v prádelně. Najednou se z další pračky vykouká Viktor a rozběhne se k další pračce.

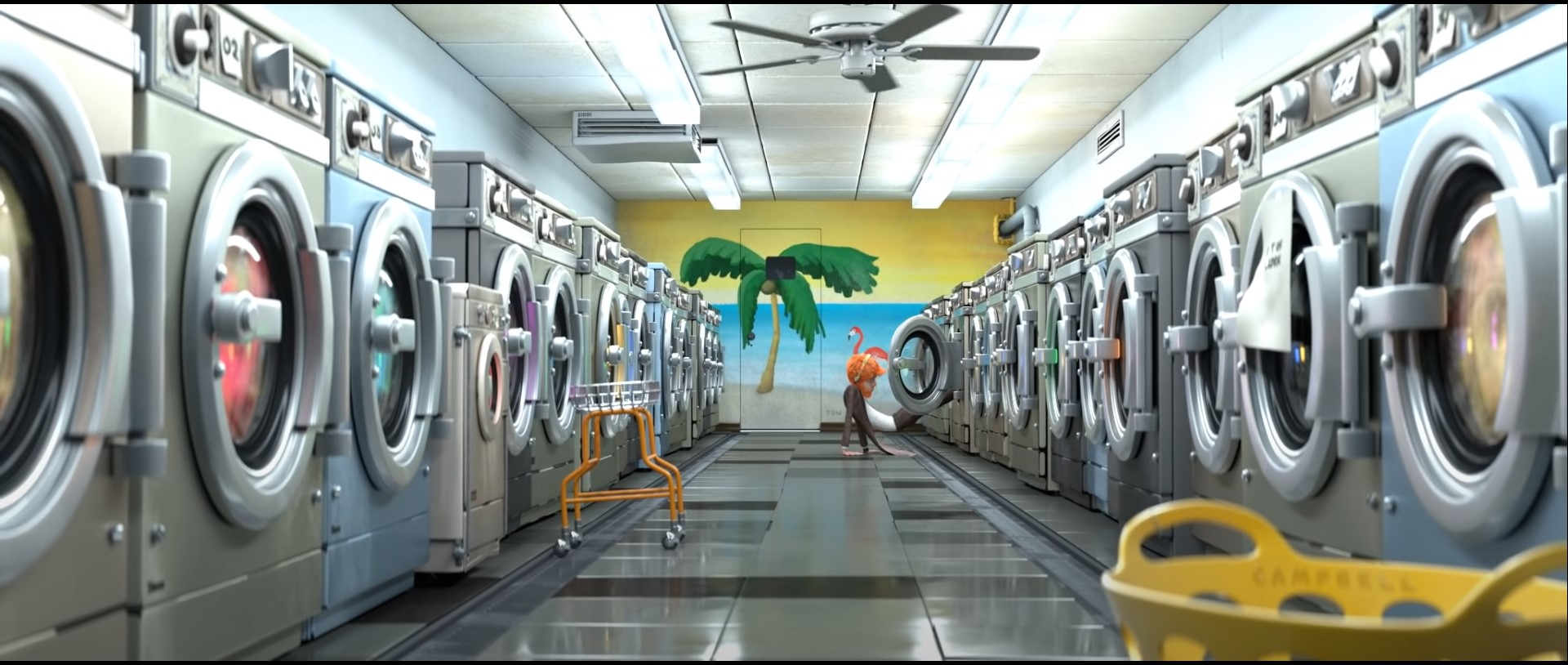
Závěrečná scéna

## Obsazení
- Pierre Bokma jako Frak jako depresivní ovce s sebevražednými myšlenkami
- Reinout Scholten van Aschat jako Viktor, tajemný obchodní cestující

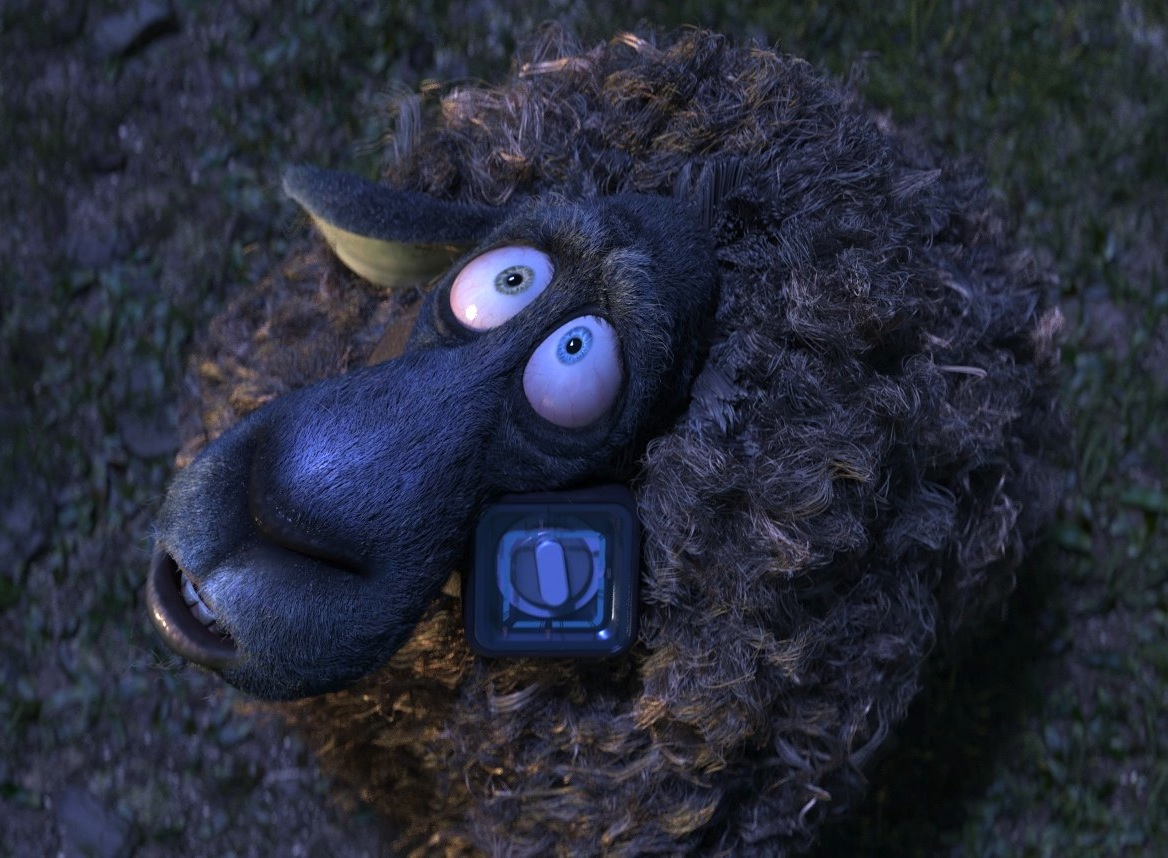
Franck (Pierre Bokma)

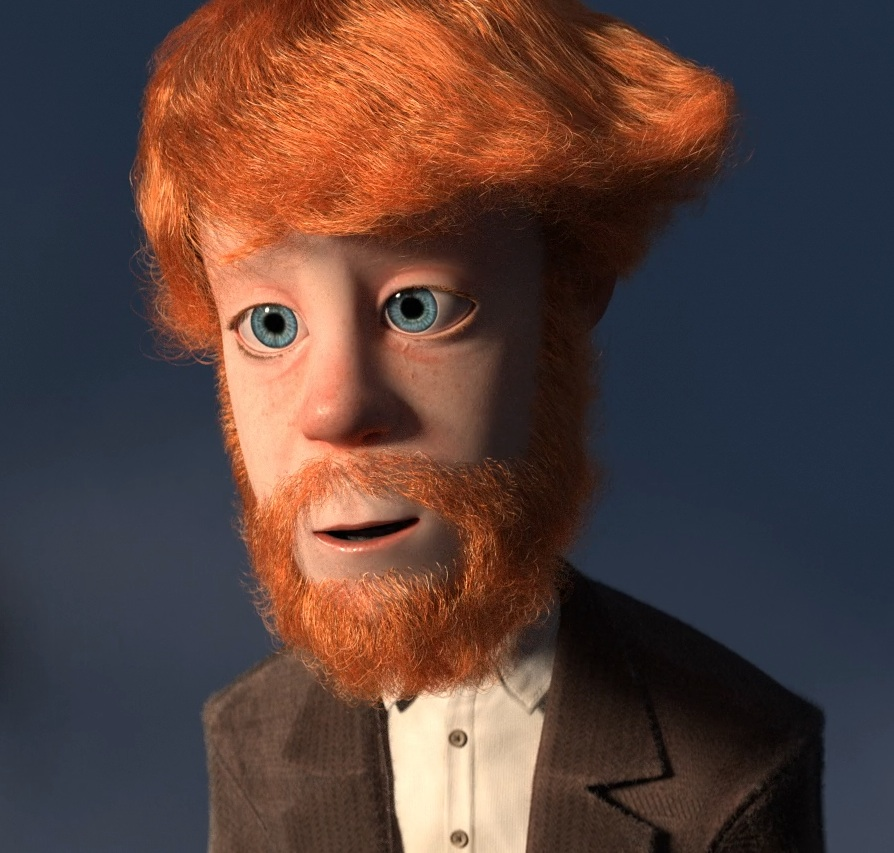
Vicktor (Reinout Scholten van Aschat)

## Přijetí
Cosmos Laundromat získal pozitivní recenze od kritiků i animátorů.

### Animátoři
Na veletrhu SIGGRAPH 2015 ocenili různí lidé ze společností Pixar, Walt Disney Animation Studios, DreamWorks, Industrial Light & Magic a Sony Imageworks film za příběh, animace postav a vizuály. Dvě hlavní kritiky, které obdržela, se však týkaly počáteční scény, kde se Franck pokouší oběsit, a za použití slova „kurva“.

### Kritici
Brendan Hesse z Lifehackeru ocenil film za jeho HDR efekty a za animaci.

### Ocenění
| Festival                                  | Cena                        | Datum festivalu     | Výsledek  | Reference |
| ----------------------------------------- | --------------------------- | ------------------- | --------- | --------- |
| Cena a konference Animago 2015            | Cena poroty                 | 16. října 2015      | Oceněn    | [ 14 ]    |
| Cena Webby 2016                           | Online Film a Video Animace | 16. května 2016     | Nominován | [ 15 ]    |
| 2016 SIGGRAPH Festival Počítačové Animace | Cena poroty                 | 24. až 28. července | Oceněn    | [ 16 ]    |
| Animayo 2017                              | Hlavní cena poroty          | 16. května 2017     | Oceněn    | [ 17 ]    |

## Premiéra
Film byl zveřejněn 10. srpna 2015 na oficiální YouTube kanál Blenderu. 9. září 2015 byl film k dostání také na DVD a 19. října 2015 na Blu-Ray. Tyto vydání obsahovaly různé bonusy. 24. září byl film promítán na Nizozemském Filmovém Festivalu, a v říjnu 2015 byl promítán na Animago, kde vyhrál cenu poroty.

## Pokračování
20. srpna 2015, Ton Roosendaal napsal, že druhá část (která se měla odehrávat v růžové džungli) byla napsána, nedesignována a většina storyboardu byla připravena. 12. dubna 2018 Roosendaal řekl, že nechají myšlenku pokračování otevřenou, ale že nehodlají udělat celovečerní film.
24. října 2019 Roosendaal oznámil, že se příběh Cosmos Landromat ep. 2 dokončuje, a že práce na něm by měla začít na konci roku. Nicméně 22. května oznámil. že projekt ukončují.